# La Paz (Murcia)
La Paz es un barrio de la ciudad de Murcia (España) situado en el distrito este, y es colindante con los barrios de Vistabella, La Fama, Santa Eulalia y La Flota. El barrio fue construido en 1965 para el realojo de familias humildes de otras zonas de Murcia.

## Historia
Junto al vecino barrio de Vistabella pertenecía al heredamiento de las Condominas creado en 1266. En 1684 se decidió eliminar un meandro en el río Segura y parte de la superficie del heredamiento fueron desecadas, pasando el mismo a formar parte de la margen izquierda del río en vez de la derecha.

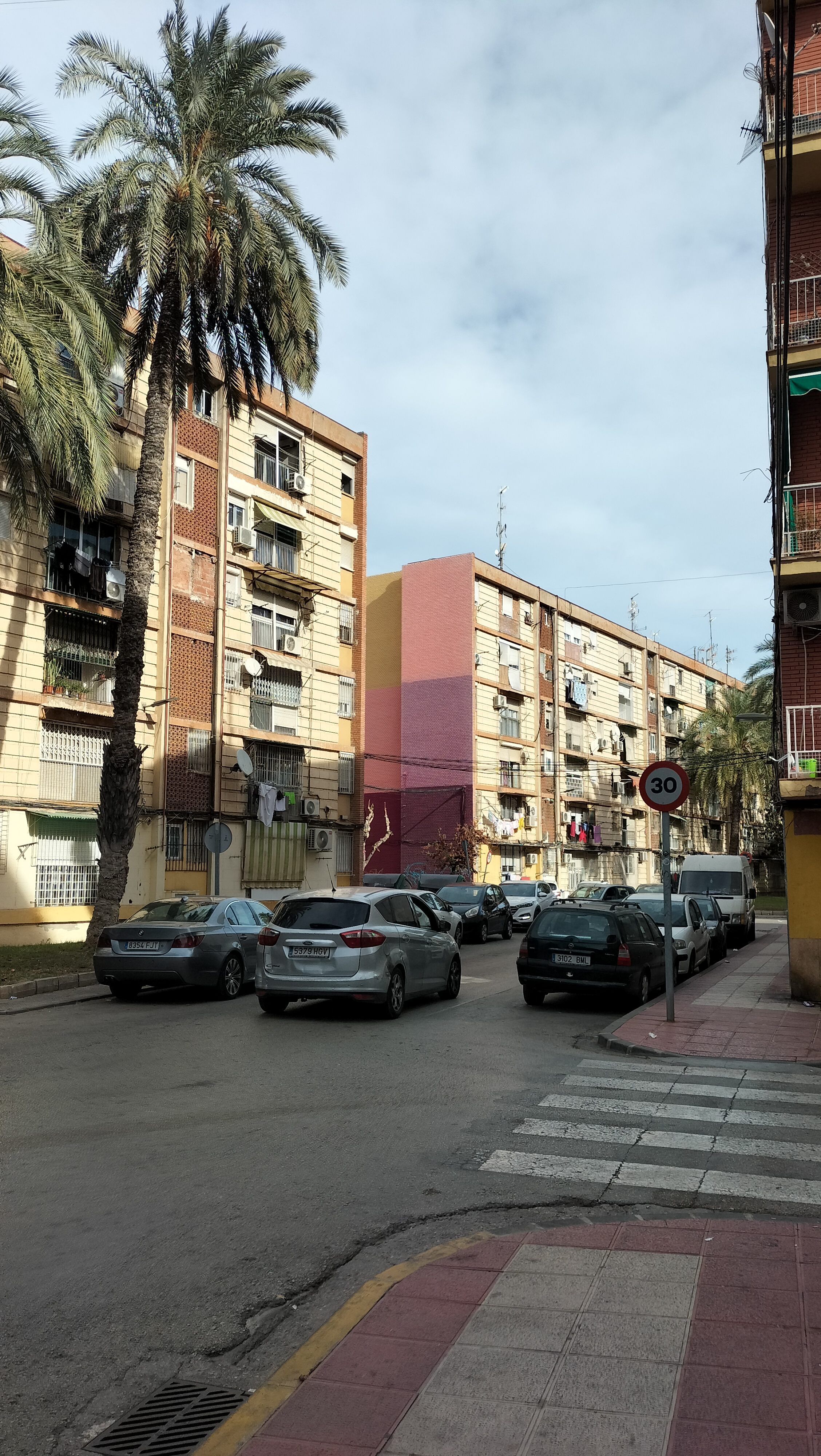
Barrio de La Paz

Como consecuencia del crecimiento de la ciudad de Murcia a mitad del siglo XX se generó la necesidad de nuevas construcciones, por lo que la Obra Sindical del Hogar promovió la construcción de 1500 viviendas para realojar a las personas que no disponían casas en las adecuadas condiciones de salubridad. Se trataba de Viviendas de protección oficial construidas durante la etapa de la dictadura franquista.

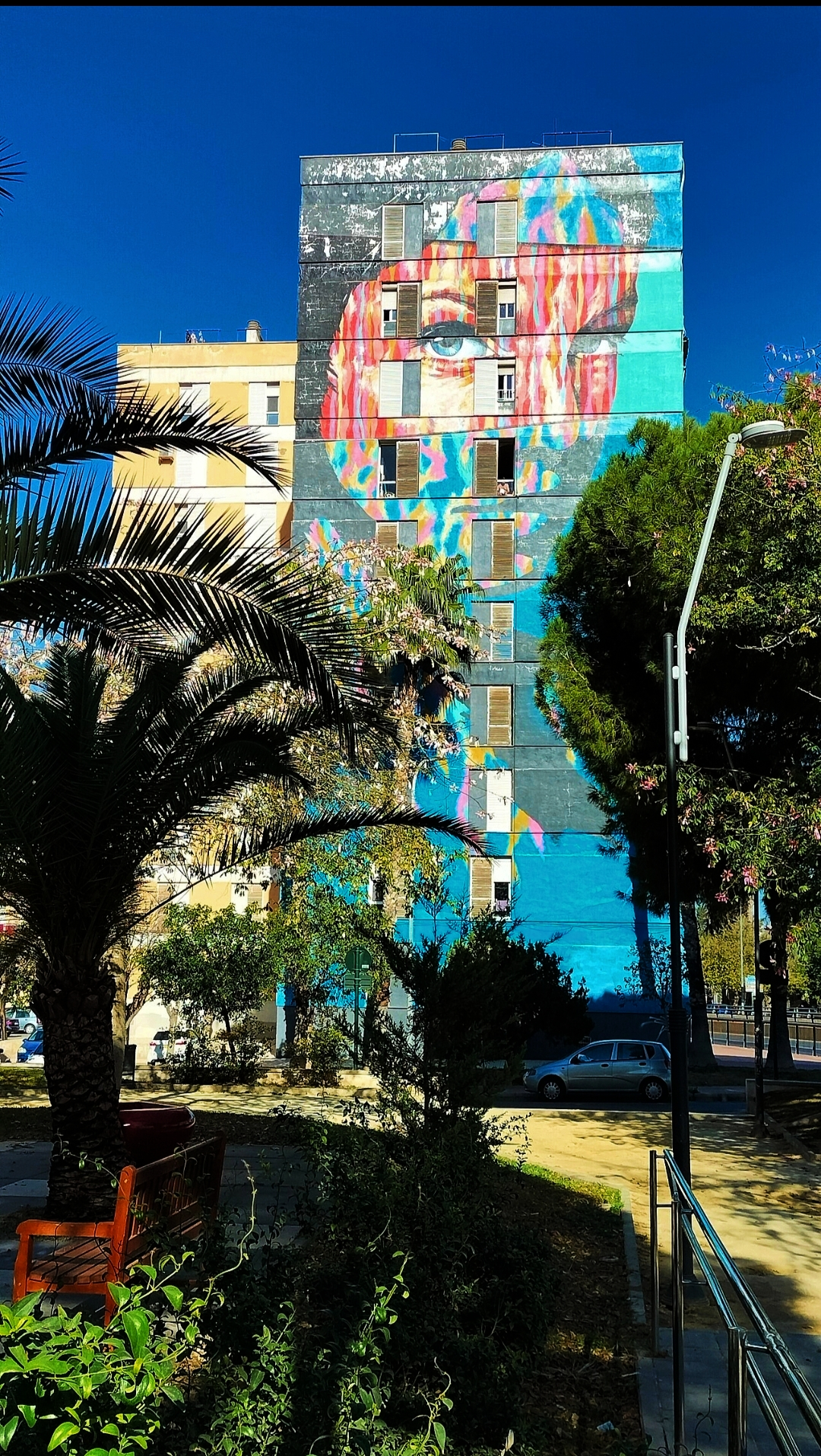
Mural en el barrio de La Paz

Las obras se iniciaron en 1961 tras la expropiación de varios huertos. La visita de Franco a Murcia en 1963 para inaugurar el Pantano del Cenajo aceleró los planes urbanísticos de la ciudad. Se esperaba alojar a 1.500 familias. Las casas se inauguraron en 1964 para hacerlo coincidir con el aniversario de "25 años de paz" franquista, pero se entregaron en 1965. Los destinatarios procedían del barrio de San Juan, de la zona de Ronda de Garay o de la huerta, con la condición de que el cabeza de familia trabajase en la capital. Cuando se entregaron las casas no existía equipamiento, las calles y plazas estaban sin asfaltar. Los materiales de construcción fueron de baja calidad y las viviendas eran muy pequeñas (40 o 50 metros cuadrados) para albergar familias, normalmente numerosas. Los vecinos formaron la primera asociación vecinal de Murcia. La Asociación de Vecinos del Barrio de La Paz consiguió en los años posteriores la construcción de un centro social (1968-70) y una iglesia (1970-77), lo que era bastante excepcional en la ciudad de Murcia. Posteriormente se construyó el Colegio Nuestra Señora de la Paz.

## Población
La población se estimaba en 10.360 habitantes en 1980, sin embargo, ha ido disminuyendo y en 2005 se estimaba en 5.282 habitantes. En un análisis sociométrico de 2006 se indica que era una población envejecida con un 18% de habitantes mayores de 65 años, además era una población con escasa formación ya que el 60% no poseía el graduado escolar.

## Proyecto de renovación urbanística
El deterioro de las condiciones del barrio, entre ellas los problemas de tráfico de drogas y el fenómeno de la okupación, han originado que el valor de las viviendas se encontrase entre los más bajos de España en 2006 con 650 euros por metro cuadrado. En 2006 se realizó un concurso para regenerar el barrio, adjudicándose pero no realizándose, aunque en 2007 ya se derribó la guardería existente.